# Rudník (Trenčín)
|  | No s'ha de confondre amb Rudník (Košice). |

Rudník és un poble i municipi d'Eslovàquia que es troba a la regió de Trenčín.

## Història
La vila fou fundada el 1993.

## Demografia
| Godina             | 1994 | 2004    | 2014   | 2024   |
| ------------------ | ---- | ------- | ------ | ------ |
| Nombre de persones | 872  | 728     | 798    | 838    |
| Diferència         |      | −16,51% | +9,61% | +5,01% |

| Godina             | 2023 | 2024   |
| ------------------ | ---- | ------ |
| Nombre de persones | 845  | 838    |
| Diferència         |      | −0,82% |